# Horný Hričov
Horný Hričov és un poble i municipi d'Eslovàquia que es troba a la regió de Žilina, al centre-nord del país.

## Història
La primera menció escrita de la vila es remunta al 1208.

## Demografia
| Godina             | 1994 | 2004    | 2014   | 2024    |
| ------------------ | ---- | ------- | ------ | ------- |
| Nombre de persones | 706  | 780     | 803    | 884     |
| Diferència         |      | +10,48% | +2,94% | +10,08% |

| Godina             | 2023 | 2024   |
| ------------------ | ---- | ------ |
| Nombre de persones | 874  | 884    |
| Diferència         |      | +1,14% |